# Curtis Kelly
Curtis Ezell Kelly (Bronx, Nueva York, 11 de abril de 1988) es un jugador de baloncesto estadounidense que pertenece a la plantilla del Aix Maurienne Savoie Basket de la Pro B, la segunda categoría del baloncesto francés. Con 2,04 metros de estatura, juega en la posición de ala-pívot.

## Trayectoria deportiva

### Universidad
Jugó dos temporadas con los Huskies de la Universidad de Connecticut, en las que promedió 2,4 puntos y 2,2 rebotes por partido. En 2008 fue transferido a los Wildcats de la Universidad Estatal de Kansas, donde, tras cumplir el año en blanco que imponen las normas de la NCAA, jugó dos temporadas más, en las que promedió 11,1 puntos, 5,9 rebotes, 1,6 asistencias y 1,7 tapones por partido. En 2010 fue incluido por la prensa especializada en el mejor quinteto de debutantes de la Big 12 Conference.

### Profesional
Tras no ser elegido en el Draft de la NBA de 2011, fichó por el Hapoel Tel Aviv B.C. israelí, donde tras una primera temporada en la que promedió 16,3 puntos y 6,9 rebotes por partido, renovó por un año más, quedándose esa segunda temporada en 13,5 puntos y 5,4 rebotes por encuentro.
En septiembre de 2013 dejó la liga israelí para fichar por el Guerino Vanoli Basket italiano. Allí jugó una temporada en la que promedió 7,9 puntos y 4,7 rebotes por partido.
En octubre de 2014 regresó a Israel para fichar por el Maccabi Ashdod B.C., aunque acabó la temporada jugando cinco partidos de nuevo con el Hapoel Tel Aviv B.C.. En el mes de julio de 2015 firmó con el Melikşah Üniversitesi de la TB2L, la segunda división turca. Jugó una temporada, promediando 15,3 puntos y 7,7 rebotes por partido.
En agosto de 2016 firmó contrato con el Homenetmen Beirut B.C. de Líbano, pero dos meses después abandonó el equipo para firmar con el Maccabi Kiryat Gat, regresando nuevamente a la liga israelí.